# Epania
Epania is een kevergeslacht uit de familie van de boktorren (Cerambycidae). De wetenschappelijke naam van het geslacht werd voor het eerst geldig gepubliceerd in 1858 door Pascoe.

## Soorten
Epania omvat de volgende soorten:
- Epania asperanus Holzschuh, 1989
- Epania abdominalis Holzschuh, 1984
- Epania adustata Holzschuh, 1999
- Epania albertisi Breuning, 1956
- Epania amoorae Gardner, 1926
- Epania assamensis Gardner, 1926
- Epania atra Hayashi, 1978
- Epania atramentaria Holzschuh, 2010
- Epania aurocollaris Heller, 1924
- Epania australis Carter, 1928
- Epania bicoloricornis Pic, 1950
- Epania bipartita Holzschuh, 2006
- Epania brachelytra Gressitt & Rondon, 1970
- Epania brevipennis Pascoe, 1869
- Epania calophylli Gardner, 1926
- Epania cingalensis Gardner, 1936
- Epania cobaltina Gressitt, 1951
- Epania corusca Holzschuh, 2007
- Epania cribricollis Pic, 1933
- Epania dilaticornis Hayashi, 1951
- Epania discisa Holzschuh, 2006
- Epania discolor Pascoe, 1869
- Epania finitima Holzschuh, 2007
- Epania fordi Gressitt, 1959
- Epania fortipes Pic, 1933
- Epania fulvonotata (Nonfried, 1894)
- Epania funeta Holzschuh, 2011
- Epania fustis Holzschuh, 2008
- Epania gemellata Holzschuh, 1991
- Epania iriei Takakuwa, 1981
- Epania javana Pic, 1942
- Epania kasaharai Niisato, 2002
- Epania kostali Holzschuh, 2007
- Epania lacunosa Holzschuh, 2009
- Epania lineola Pic, 1933
- Epania maculata Gressitt & Rondon, 1970
- Epania metallescens Holzschuh, 1991
- Epania minuta Pic, 1935
- Epania mira Holzschuh, 1991
- Epania mundali Gardner, 1936
- Epania pallescens Heller, 1924
- Epania parvula Gressitt & Rondon, 1970
- Epania paulla Pascoe, 1869
- Epania paulloides Niisato, 2002
- Epania petra Heller, 1924
- Epania picipes Holzschuh, 1984
- Epania posticalis Holzschuh, 2006
- Epania praestans Holzschuh, 2008
- Epania pudens Holzschuh, 1993
- Epania pudica Holzschuh, 2011
- Epania pusio Pascoe, 1869
- Epania quadra Holzschuh, 2011
- Epania ruficollis Pic, 1922
- Epania rufipes Gressitt, 1951
- Epania rugosulipennis Holzschuh, 2011
- Epania sarawackensis (Thomson, 1857)
- Epania scapularis Holzschuh, 1991
- Epania schwarzeri Hayashi, 1969
- Epania septemtrionalis Hayashi, 1951
- Epania shikokensis Ohbayashi, 1936
- Epania singaporensis (Thomson, 1857)
- Epania subchalybeata Miwa, 1931
- Epania subvirida Gressitt, 1959
- Epania vietnamica Niisato & Saito, 1996